# Henry Fielding
Henry Fielding (Sharpham, Glastonbury, 22 de abril de 1707 — proximidades de Lisboa, 8 de outubro de 1754), foi um romancista inglês conhecido criar o romance Tom Jones, um dos primeiros romances modernos, onde aparece, pela primeira vez, o narrador onisciente.
Fielding era dotado de um humor vulgar e de uma intrepidez satírica.
Além de suas conquistas literárias, ele teve um importante papel na história da aplicação da lei, tendo fundado (com seu meio-irmão John) o que alguns denominam o primeiro corpo policial da cidade de Londres, os Bow Street Runners, usando sua autoridade como magistrado. Sua irmã mais nova, Sarah, também se tornou uma escritora de sucesso.

## Biografia
Fielding estudou no Eton College, onde estabeleceu sua amizade com William Pitt, o Velho, que perduraria o resto de sua vida. Depois de um episódio romântico com uma jovem que acabou dando-lhe problemas com a lei, ele foi para Londres onde sua carreira literária começou. Em 1728, ele viajou para Leiden para estudar Direito e também os clássicos na Universidade. Entretanto, devido a problemas financeiros, foi obrigado a voltar para Londres e começar a escrever peças de teatro, sendo alguns de seus trabalhos duramente criticados pelo governo de Sir Robert Walpole.
A Theatrical Licensing Act (Lei de Licença Teatral) de 1737 é alegada como resposta direta a suas atividades. A peça em particular que desencadeou a Licença foi The Golden Rump, mas as sátiras de Fielding tinham definido o tom. Uma vez aceita a Licença Teatral, as sátiras políticas em palco se tornaram praticamente impossíveis, e as peças realmente encenadas eram vistas como suspeitas. Fielding então se aposentou na área teatral e resumiu sua carreira na lei. Para ajudar sua esposa Charlotte Cradock e seus dois filhos, ele se tornou um barrister.
Seus problemas financeiros foram sentidos na pele quando ele e sua família eventualmente sofreram períodos de grave pobreza, mas foram auxiliados por Ralph Allen, um rico benfeitor que posteriormente serviu de inspiração para o personagem Squire Allworthy em Tom Jones. Depois da morte de Fielding, Allen ainda financiou os estudos de seus filhos e os ajudou.
Fielding nunca parou de escrever suas cartas e suas sátiras de políticos e artistas de sua época. Sua obra Tragedy of Tragedies (Tragédia das Tragédias) de Tom Thumb (cujo frontispício foi feito por William Hogarth) foi, por exemplo, uma peça impressa de bastante sucesso. Ele também contribuiu com trabalhos para jornais diários. Ele escreveu para os periódicos do Tory, normalmente sob o nome de "Captain Hercules Vinegar" (Capitão Hércules Vinagre). No fim da década de 1730 e no início da década de 1740 Fielding continuou a deixar suas visões liberais e antiJacobitistas explícitas em seus artigos. Quase por acidente, com raiva do sucesso da obra Pamela de Samuel Richardson, Fielding voltou a escrever romances em 1741 e seu primeiro sucesso foi Shamela, uma paródia anônima do romance melodramático de Richardson. É uma sátira que segue os modelos de satíricos do Tory famosos na geração passada (Jonathan Swift e John Gay, em particular).
Ele seguiu dessa maneira com Joseph Andrews em 1742, um trabalho original supostamente lidando com o irmão de Pamela, Joseph. Apesar de também ter começado como uma paródia, esse trabalho se desenvolveu até tornar-se um romance completo e marcar a estreia de Fielding como romancista sério. Em 1743, ele publicou um romance em Miscellanies (Miscelâneas) volume III (que foi na verdade o primeiro volume das "Miscelâneas"). Esse chamava-se The History of the Life of the Late Mr Jonathan Wild the Great, e muitas vezes é vista como seu primeiro, pois certamente começou a escrevê-lo antes de Shamela e Joseph Andrews. É uma sátira de Walpole que faz um paralelo entre ele e Jonathan Wild, o infame salteador de estrada e líder de gangue. Fielding compara implicitamente o Partido Whig no Parlamento do Reino Unido com uma gangue de ladrões comandada por Walpole, cujo constante desejo de ser um "Grande Homem" (um epíteto comum para Walpole) devia culminar somente em uma antítese da grandeza: ser enforcado.
Sua obra de 1746 The Female Husband, publicada anonimamente, é um relato romanceado de um caso notório no qual uma mulher travestida foi julgada por enganar outra mulher a casar-se com ela. Apesar de ser apenas um item na grande lista de trabalhos de Fielding, seu tema é coerente com a sua preocupação constante com a fraude, simulação e máscaras. Sua maior obra foi Tom Jones de 1749, uma novela picaresca meticulosamente construída para contar a lenda confusa e hilária de como uma criança abandonada chegou à fortuna. Charlotte, que serviu como base para as heroínas de Tom Jones e Amelia, morreu em 1744. Três anos depois, Fielding - desconsiderando a opinião pública - casou-se com a antiga criada de Charlotte, Mary, que estava grávida.
Apesar disso, seu firme antiJacobitismo e suporte à Igreja Anglicana o levou a ser recompensado um ano mais tarde com a posição de Magistrado Chefe de Londres, e sua carreira literária se tornou mais forte ainda. Juntamente com seu meio-irmão mais jovem John, ele ajudou a fundar o que alguns chamam de a primeira força policial de Londres, os Bow Street Runners, em 1749.
De acordo com o historiador G. M. Trevelyan, os dois irmãos foram os melhores magistrados da Londres do século XVIII, e contribuíram muito com a causa da reforma judicial e carcerária. Seus influentes panfletos e inquéritos incluíam uma proposta para abolir os enforcamentos públicos. Isso, entretanto, não implicava em uma oposição à pena de morte, como se pode comprovar no caso em que presidiu, em 1751, o julgamento do notório criminoso James Field, condenando-o por roubo e sentenciando-o ao enforcamento. Apesar de estar cego, John Fielding sucedeu seu irmão como Magistrado Chefe e se tornou famoso como o 'Magistrado Cego' de Bow Street por conta de sua habilidade de reconhecer criminosos somente ouvindo suas vozes.
Em janeiro de 1752, Fielding começou a escrever um periódico quinzenal intitulado The Covent-Garden Journal, que publicaria sob o pseudônimo de "Sir Alexander Drawcansir, Knt. Censor of Great Britain" até novembro do mesmo ano. Nesse periódico, Fielding desafia diretamente o "exército de Grub Street" e os outros escritores de periódicos da época em um conflito que acabaria se tornando a Guerra de Jornais de 1752–1753.
O compromisso ardente de Fielding para com a causa da justiça como um grande humanitário na década de 1750 (seu apoio a Elizabeth Canning, por exemplo) coincidiu com a rápida deterioração de sua saúde. Esse problema chega a tal ponto que ele vai para Portugal em 1754 em busca de uma cura. Gota, asma e outras aflições o fizeram andar com muletas. Ele morreu em Lisboa dois meses depois. Sua tumba está localizada no interior do Cemitério Inglês da cidade.

## Lista parcial de obras
- The Masquerade – um poema (primeira publicação de Fielding)
- Love in Several Masques – peça, 1728
- Rape upon Rape – peça, 1730. Adaptada por Bernard Miles como Lock Up Your Daughters! em 1959, filmada em 1974
- The Temple Beau – peça, 1730
- The Author's Farce – peça, 1730
- The Tragedy of Tragedies; or, The Life and Death of Tom Thumb – peça, 1731
- Grub-Street Opera – peça, 1731
- The Modern Husband – peça, 1732
- The Covent Garden Tragedy – peça, 1732
- Pasquin – peça, 1736
- The Historical Register for the Year 1736 – peça, 1737
- An Apology for the Life of Mrs. Shamela Andrews – romance, 1741
- The History of the Adventures of Joseph Andrews and his Friend, Mr. Abraham Abrams – romance, 1742
- The Life and Death of Jonathan Wild, the Great – romance, 1743, tratamento irônico de Jonathan Wild, a figura mais notória do submundo da época. Publicado como Volume 3 de Miscellanies.
- Miscellanies – coleção de trabalhos, 1743, continha o poema Part of Juvenal's Sixth Satire, Modernized in Burlesque Verse
- The Female Husband or the Surprising History of Mrs Mary alias Mr George Hamilton, who was convicted of having married a young woman of Wells and lived with her as her husband, taken from her own mouth since her confinement – panfleto, relatório romanceado, 1746
- The History of Tom Jones, a Foundling – romance, 1749
- A Journey from this World to the Next – 1749
- Amelia – romance, 1751
- The Covent Garden Journal – periódico, 1752
- Journal of a Voyage to Lisbon – narrativa de viagem, 1755